# Bánh tráng

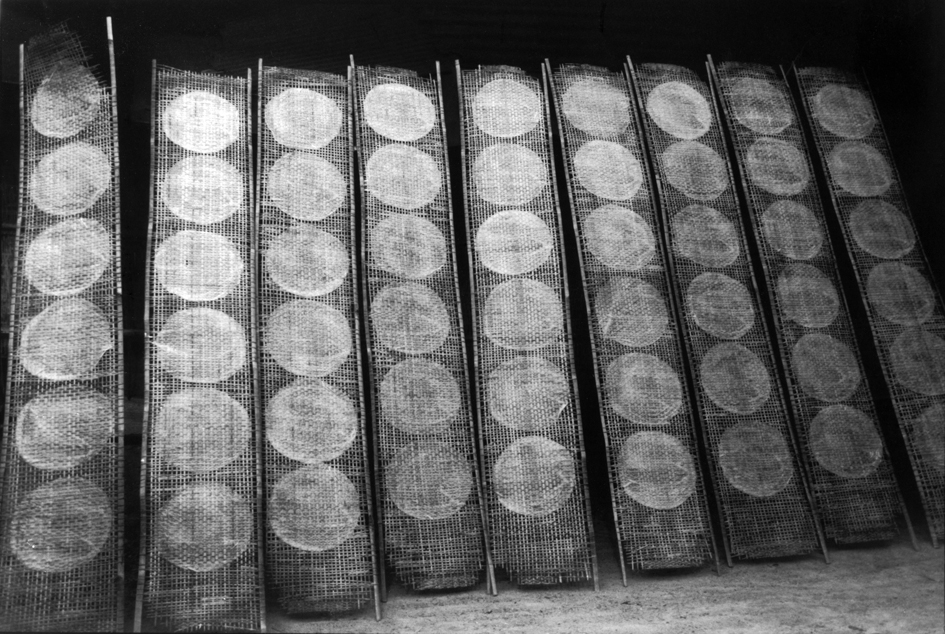
Bánh tráng aus dem Mekongdelta

Bánh tráng, bánh đa nem oder bánh tráng nhúng, auch bekannt als vietnamesisches Reispapier, sind essbare vietnamesische Reispapiere, die in der vietnamesischen Küche hauptsächlich für Fingerfood und Vorspeisen wie vietnamesische Nem-Gerichte verwendet werden. Der Begriff bánh tráng kann manchmal eine Fehlbezeichnung sein, da einige bánh tráng aus Reismehl, das mit Tapiokamehl ergänzt oder manchmal vollständig durch Tapiokastärke ersetzt wird, hergestellt und verpackt werden.

## Etymologie
Der Name bánh tráng setzt sich zusammen aus dem Substantiv bánh (eine Mehlspeise, üblicherweise aus Weizen-, Reis- oder Hülsenfruchtmehl) und dem Verb tráng ‚etwas zu einer dünnen Schicht verstreichen‘. Er stammt aus dem Süden Vietnams, weil dort der Hauptschritt bei der Herstellung von bánh tráng dünn beschichtet wird. Diese Bezeichnung wurde auch im Norden Vietnams benutzt, jedoch wurde es aufgrund des Namenstabus vom Fürsten Trịnh Tráng in bánh đa umbenannt. Die Bezeichnung bánh tráng wurde zu dieser Zeit in Đàng Trong bis heute verwendet, da diese Region nicht unter der Kontrolle der Trịnh-Fürsten war.

## Zutaten
Die Hauptzutat für die Herstellung von bánh tráng ist normalerweise Reismehl, das mäßig mit Wasser vermischt wird und von weiteren Zutaten wie Maniok, Mais und grüne Bohnen gemischt und zugegeben wird. Je nach Sorte kommen weitere Zutaten wie Sesam, Salz, Pfeffer, Knoblauch, Kokosnuss, Zwiebeln oder Zucker hinzu.

## Zubereitung
Zuerst wird Reismehl mit einer Schöpfkelle auf ein über einen großen Topf mit kochendem Wasser gespanntes Tuch geschöpft. Als Nächstes wird eine dünne Teigschicht aus dem Reismehl mithilfe einer Kokosnussschale kreisförmig ausgebreitet, um die Form zu erschaffen. Diese Aktion muss geschickt und schnell ausgeführt werden. Außerdem können Sesamkörner darüber gestreut werden. Wenn bánh tráng fertig hergestellt wird, dann wird ein dünner Bambusstreifen oder eine Röhre verwendet, um es hervorzuziehen. Danach wird bánh tráng auf einem Bambusgeflecht ausgebreitet und in der Sonne getrocknet. Die Dicke von bánh tráng hängt nach seiner Verwendung ab. Wenn bánh tráng gedämpft wird, ist es am dicksten. Wenn bánh tráng nass ausgerollt wird, ist es mitteldick und wenn bánh tráng zur Herstellung von Frühlingsrollen verwendet wird, hat es eine Dichte eines Papierblattes.
Bei der Zubereitung von bánh tráng wird Maniokmehl in einem angemessenen Verhältnis gegeben, damit bánh tráng flexibler, weniger zerbrechlich und leichter herzustellen wurde. Dabei muss geachtet werden, dass bei zu vielem Maniokmehl bánh tráng sauer wird.

## Verwendung in der vietnamesischen Küche
Bánh tráng wird typischerweise für vietnamesische Frühlingsrollen verwendet. Bánh tráng wird entweder getrocknet (khô), frittiert (rán), gebacken (nướng) oder eingeweicht (ướt) gegessen. Sie werden typischerweise gerollt (cuộn) oder gebacken (nướng) in Salaten, Suppen und frittierten vietnamesischen Gerichten serviert.

### Varianten von bánh tráng in der vietnamesischen Küche

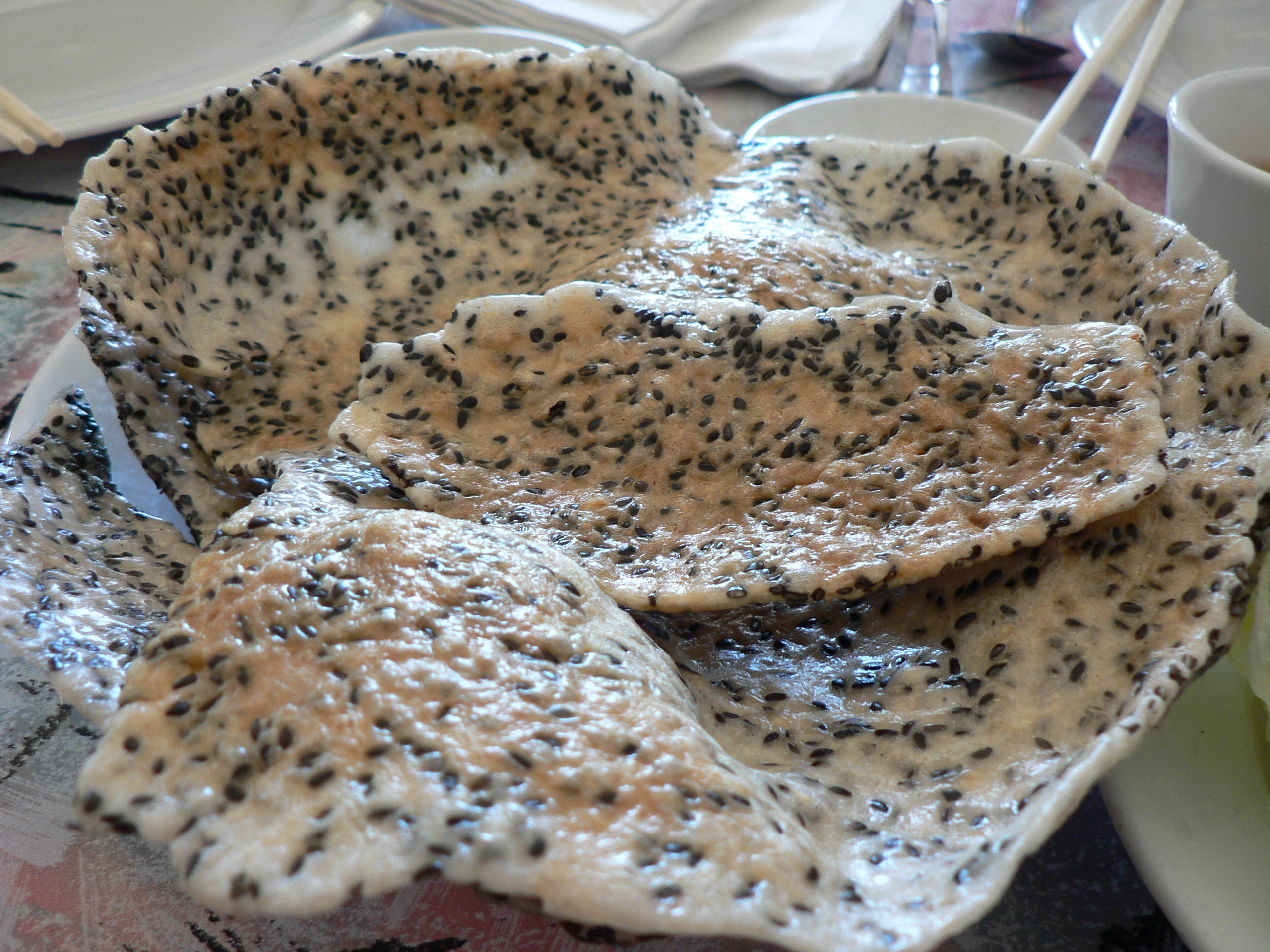
Bánh đa nướng/Bánh tráng nướng, eine Variante von Bánh tráng aus der vietnamesischen Küche

#### Bánh tráng
Bánh tráng, eine Bezeichnung für (essbares) Reispapier aus dem Süden Vietnams, der auch im Ausland häufig verwendet wird. Im Süden Vietnams wird bánh tráng aus einer Mischung von Reismehl mit Tapiokastärke, Wasser und Salz hergestellt. Bánh tráng ist dünn, hat eine leichte Textur und wird häufig für Chả giò und Gỏi cuốn verwendet. Es gibt auch bestimmte Bánh tráng-Produkte, die speziell zum Frittieren bestimmt sind.

#### Bánh đa nướng (Bánh tráng nướng)
Bánh đa nướng oder Bánh tráng nướng sind geröstete oder gegrillte Reispapiere, die ursprünglich aus Phan Rang stammten und in Ho-Chi-Minh-Stadt und im Süden Vietnams ein beliebtes Gericht ist. Es besteht aus dünnem, knusprigem Reispapier mit reichhaltigen Füllungen wie Wurst, Hühnerfleisch, gemischtem Fleisch, Meeresfrüchten, Trockenfleisch usw. Manche davon werden mit Sesam-Samen auf der Oberfläche hinzugefügt. Zudem wird dieses Gericht oft beim Nudelgericht Mì Quảng als Beilage verwendet.